# 야후!

야후!

야후!(영어: Yahoo!)는 미국의 포털 사이트를 운영하는 기업이다. 디렉터리, 전자우편, 개인 홈페이지를 비롯한 서비스들이 통합된 포털 사이트를 운영한다. 2010년까지 검색 포탈사이트의 독보적인 존재였으나, 구글이 야후를 추월한 2010년 이후 빠르게 시장 점유가 하락하였다. 그 후로 수익률 악화로 사업 부문 일부를 매각하고, 수익률이 낮은 국가의 서비스를 중지하거나 매각하였다. 2017년 인수되어 현재까지 버라이즌 커뮤니케이션스의 자회사이다.
일본은 예외로 일본 야후(야후! 재팬)는 1990년대 말에 일본의 소프트뱅크의 자회사로 매각 분리하였고, 현재는 소프트뱅크와 대한민국 네이버의 합작회사이다.

## 개요
야후!의 전신인 디렉터리 사이트는 1994년 1월에 스탠퍼드 대학교 출신의 제리 양과 데이비드 파일로가 만들었으며, 회사는 1995년 3월 2일에 설립되었다.
기본적으로는 디렉터리(directory) 검색을 전문으로 하지만 동시에 검색엔진도 제공하며 유즈넷(use net)과 이메일(e-mail) 주소도 검색할 수 있다. 적은 데이터베이스(DB)를 갖고 있으면서도 양질의 검색 결과를 제공하는 검색엔진으로 꼽힌다. 전 세계 월드와이드웹(www:world wide web) 서버가 분야별·장르별로 메뉴화되어 있어 원하는 분야를 검색하는 데 편리하다.
알렉사 인터넷 등의 업체들에 따르면, 야후!는 오늘날 4억 1200만 명 이상의 고유 방문자를 보유하였으며 가장 많은 사람들이 방문하는 웹사이트이다. 2012년 현재 야후! 전체 네트워크의 하루 평균 페이지뷰는 44억 페이지를 기록하고 있다!
네이버의 지식인 서비스를 벤치마킹한 ‘야후! 앤서즈’는 미국 지식시장 점유율 96%를 달성했고, 2006년 미국 웹 검색시장의 50%를 점유하였다. 그러나 인터넷 시장의 경쟁이 심화되면서 야후는 구글에 밀려 2007년 8월 시장점유율이 23.3%까지 내려감에 따라, 경영실적 악화로 마이크로소프트사 및 구글과 인수 합병을 진행 중이다.
2008년 2월 1일 마이크로소프트사가 1주당 31달러 규모의 야후! 인수를 제안했지만 야후!는 가격이 낮다는 이유로 거절했다. 야후는 MS사의 제안은 자사의 가치를 저평가한 것이며 야후의 브랜드 가치와 장래성, 잠재적 가치 등을 제대로 평가하지 못한 것이라고 밝혔다. 월스트리 저널의 관계자에 따르면, 야후의 이사회는 1주당 40달러 이상을 바라보고 있다고 한다. 2006년부터 야후는 40달러 이상으로 거래된 적이 없으나 2014년, 야후의 이사회가 말한것처럼 40달러 이상으로 거래되기 시작했다. 당시 인수 제안이 있기 전 야후의 주가는 19.18달러였다.
야후! 자회사로 오버추어가 있으며, 현재 야후! 서치마케팅으로 서비스 중이다.
한편 야후 코리아는 2013년 9월 27일자로 모든 서비스가 중단되었다.
2017년 1월 야후!는 버라이즌 커뮤니케이션스에 인수되었고, 7월 AOL과 합병하여, 오스로 설립되었고, 사명이 변경되어 현재는 버라이즌 미디어(Verizon Media)가 되었다.

## 어원
야후는 조너선 스위프트의 소설 《걸리버 여행기》에 나오는 동물의 이름이다. 'Yet Another Hierarchical Officious Oracle(계층적으로 잇달아 나오는 친절한 제시)'의 이니셜을 딴 것이라는 이야기도 있지만 그보다는 제리 양과 데이비드 파일로 스스로 자신들을 야후(영어로 야만인, 시골뜨기라는 뜻)라고 생각했기 때문에 그렇게 이름을 지었다는 이야기가 일반적 정설이다. 이름짓기를 할 때 심각하게 고민하지 않고 자신들을 스스로 낮춰 부르는 재미있는 조크인 셈이다. 결국 이름짓기의 과정에서 인터넷 서비스로서의 특징과 개성이 자연스럽게 배어있는 것이다. 두 개발자의 장난 어린 혹은 즉흥성에 의한 이름짓기에 의해 본래의 의미와 상관 없이 인터넷 서비스 브랜드가 추구하는 자유로움과 재미가 쉽게 전달된다.

## 같이 보기
- 야후! 검색
- 야후! 재팬
- 야후! 코리아
- 버라이즌 커뮤니케이션스
- 파이어 폭스